# كريستيان لودفيغ جنسن
كريستيان لودفيغ جنسن (بالنرويجية البوكمول: Christian L. Jensen)‏ هو محامي وسياسي نرويجي، ولد في 17 نوفمبر 1885 في النرويج، وتوفي في 4 سبتمبر 1978. حزبياً، نشط في حزب المحافظين. وقد انتخب عضو برلمان النرويج ‏.